# 馬場望
馬場 望（ばば のぞむ）は、日本の建築防災工学・建築工学/建築構造学者。
大阪工業大学工学部建築学科教授、八幡工学実験場構造実験センター教員。工学博士。
日本建築学会鋼コンクリート機械的ずれ止め小委員会委員幹事・合成構造耐震性能評価小委員会委員。日本コンクリート工学会文献調査委員会2018構造設計部会主査・JCI年次大会2018神戸実行委員会講演部会幹事。元日本鉄鋼連盟鋼とコンクリートの複合化研究会委員。
主な専門は、建築工学/建築構造（耐火構造・耐震構造含む）、建築防災工学・火災安全工学、建築材料（特にコンクリート工学）。

## 略歴
1996年大阪工業大学工学部建築学科卒業。 2001年同大学大学院工学研究科建築学専攻博士課程修了（工学博士）。 同年、大阪工業大学工学部建築学科講師を経て、同学科教授。2022年同学科学科長。
主な著書は、鉄筋コンクリート柱・鉄骨梁混合構造設計指針（共著、日本建築学会2021、学術書）、鋼コンクリート構造接合部の応力伝達と抵抗機構（共著、日本建築学会2011、学術書）。

## 主な研究
- 地震火災に対する鉄筋コンクリート柱の耐火性能及び残存構造性能
- 火災加熱を受けた既製コンクリート杭の曲げ性能 〜火災加熱後の曲げ実験
- 加熱冷却後の鉄筋コンクリート柱の残存軸圧縮耐力の評価
- 柱梁接合部に角形鋼管を内挿した柱RC梁S構造に関する実験的研究

建築・土木工学の産学連携施設である西日本最大級の同大学「八幡工学実験場」構造実験センター教員も務めている。
また、日本最大級の無料オンライン大学講座JMOOCで「土木・建築」の認定講座の建築構造講師も担当。